# Левант, Владислав Львович
Левант Владислав Львович (15 марта 1931, Ленинград — 1978, там же) — российский советский живописец, график, Заслуженный художник РСФСР, член Ленинградского Союза художников.

## Биография
Левант Владислав Львович родился 15 марта 1931 года в Ленинграде. В 1956—1962 годах учился в Ленинградском институте живописи, скульптуры и архитектуры имени И. Е. Репина на живописном факультете. В 1962 окончил институт по мастерской профессора Ю. М. Непринцева с присвоением квалификации художника живописи. Дипломная работа — картина «Водители».
Участвовал в выставках с 1962 года, экспонируя свои работы вместе с произведениями ведущих мастеров изобразительного искусства Ленинграда. Писал жанровые и тематические картины, портреты, пейзажи. В творчестве тяготел к образу современника, раскрываемому в портрете-картине с развитой сюжетной основой. В 1964 был принят в члены Ленинградского Союза художников. За работы 1970-х был удостоен почётного звания Заслуженный художник РСФСР. Автор картин «Метростроевцы. Групповой портрет» (1964), «Минута молчания» (1969), «Сторожевой», «Командир ракетного корабля» (обе 1971), «Портрет артиста Ю. Родионова», «Портрет подводника В. Звягина» (обе 1972), «Выступление В. И. Ленина на Финляндском вокзале», «Смена», «Люди и море» (все 1975), «С. М. Киров на Электросиле», «Тревога» (обе 1977).
Скончался в 1978 году в Ленинграде. 
Произведения В. Л. Леванта находятся в музеях и частных собраниях в России, Японии, Франции, Италии и других странах.

## Выставки
- 1964 год (Ленинград): Ленинград. Зональная выставка.
- 1971 год (Ленинград): Наш современник. Каталог выставки произведений ленинградских художников 1971 года.
- 1972 год (Ленинград): Наш современник. Вторая выставка произведений ленинградских художников.
- 1975 год (Ленинград): Наш современник. Зональная выставка произведений ленинградских художников.
- 1976 год (Ленинград): Портрет современника. Пятая выставка произведений ленинградских художников.
- 1976 год (Москва): Изобразительное искусство Ленинграда.
- 1977 год (Ленинград): Выставка произведений ленинградских художников, посвящённая 60-летию Великого Октября.